# Brueil-en-Vexin
Brueil-en-Vexin és un municipi francès, situat al departament d'Yvelines i a la regió de Illa de França. L'any 2007 tenia 655 habitants.
Forma part del cantó de Limay, del districte de Rambouillet i de la Comunitat urbana Grand Paris Seine et Oise.

## Demografia

### Població
El 2007 la població de fet de Brueil-en-Vexin era de 655 persones. Hi havia 228 famílies, de les quals 40 eren unipersonals (20 homes vivint sols i 20 dones vivint soles), 48 parelles sense fills, 120 parelles amb fills i 20 famílies monoparentals amb fills.
La població ha evolucionat segons el següent gràfic:
Habitants censats

### Habitatges
El 2007 hi havia 255 habitatges, 227 eren l'habitatge principal de la família, 15 eren segones residències i 13 estaven desocupats. 241 eren cases i 13 eren apartaments. Dels 227 habitatges principals, 191 estaven ocupats pels seus propietaris, 25 estaven llogats i ocupats pels llogaters i 11 estaven cedits a títol gratuït; 8 tenien una cambra, 8 en tenien dues, 21 en tenien tres, 34 en tenien quatre i 156 en tenien cinc o més. 176 habitatges disposaven pel capbaix d'una plaça de pàrquing. A 72 habitatges hi havia un automòbil i a 148 n'hi havia dos o més.

### Piràmide de població
La piràmide de població per edats i sexe el 2009 era:
| Homes | Edats   | Dones |
| ----- | ------- | ----- |
| 0     | 95 o +  | 0     |
| 0     | 90 a 94 | 0     |
| 0     | 85 a 89 | 4     |
| 0     | 80 a 84 | 0     |
| 12    | 75 a 79 | 8     |
| 8     | 70 a 74 | 8     |
| 12    | 65 a 69 | 8     |
| 8     | 60 a 64 | 12    |
| 4     | 55 a 59 | 12    |
| 12    | 50 a 54 | 12    |
| 12    | 45 a 49 | 32    |
| 24    | 40 a 44 | 20    |
| 28    | 35 a 39 | 8     |
| 16    | 30 a 34 | 44    |
| 20    | 25 a 29 | 20    |
| 0     | 20 a 24 | 20    |
| 8     | 15 a 19 | 4     |
| 20    | 10 a 14 | 8     |
| 24    | 5 a 9   | 16    |
| 28    | 0 a 4   | 24    |

## Economia
El 2007 la població en edat de treballar era de 446 persones, 343 eren actives i 103 eren inactives. De les 343 persones actives 326 estaven ocupades (173 homes i 153 dones) i 17 estaven aturades (10 homes i 7 dones). De les 103 persones inactives 21 estaven jubilades, 59 estaven estudiant i 23 estaven classificades com a «altres inactius».

### Ingressos
El 2009 a Brueil-en-Vexin hi havia 229 unitats fiscals que integraven 688,5 persones, la mediana anual d'ingressos fiscals per persona era de 25.027 €.

### Activitats econòmiques
Dels 33 establiments que hi havia el 2007, 1 era d'una empresa extractiva, 7 d'empreses de construcció, 5 d'empreses de comerç i reparació d'automòbils, 2 d'empreses de transport, 1 d'una empresa d'hostatgeria i restauració, 2 d'empreses financeres, 2 d'empreses immobiliàries, 9 d'empreses de serveis i 4 d'empreses classificades com a «altres activitats de serveis».
Dels 8 establiments de servei als particulars que hi havia el 2009, 1 era una oficina de correu, 2 paletes, 1 electricista, 1 empresa de construcció, 1 perruqueria, 1 restaurant i 1 agència immobiliària.
L'any 2000 a Brueil-en-Vexin hi havia 3 explotacions agrícoles que ocupaven un total de 330 hectàrees.

## Equipaments sanitaris i escolars
El 2009 hi havia una escola elemental.

## Poblacions més properes
El següent diagrama mostra les poblacions més properes.